# Echegaray (cráter)
Echegaray es un cráter de impacto de 63 km de diámetro del planeta Mercurio. Debe su nombre al dramaturgo español José Echegaray (1832-1916), y su nombre fue aprobado por la  Unión Astronómica Internacional en 1985.